# アウサーファーン線
アウサーフェーン線（アウサーファーンせん、ドイツ語;Außerfernbahn）は、ドイツ鉄道の鉄道線の名称である。路線番号は、ロイッテ以東が965、ロイッテ以西が973。

## 沿線概況
この路線はアルプス高地のケンプテンから始まり、そこからアルゴイ線とノイウルム - ケンプテン線が分岐する。列車はドイツ・オーストリア国境線を二度通過する。ロイテ - ハイターヴァング区間には一番長いカツェンベルクトンネルがあり、長さは512 mである。最大勾配は37.5 ‰に逹する。
ドイツ鉄道はこの路線の全般的な管理を担当しており、サービスは越境の交通の場合で有効である。オーストリア連邦鉄道はチロル州区間の施設物を管理している。この路線は通学・通勤用度、アウルプス観光で重要であり、貨物列車は主にセメント、木材などをフィルス - ガルミッシュ区間で輸送している。
電化区間であるガルミッシュ＝パルテンキルヒェン - ロイテ（チロル）区間の停車場はほとんどアンマガウアルプス山脈・ミーミング山脈及びレヒ谷アルプスへ通じる山岳観光用出口である。

## 歴史

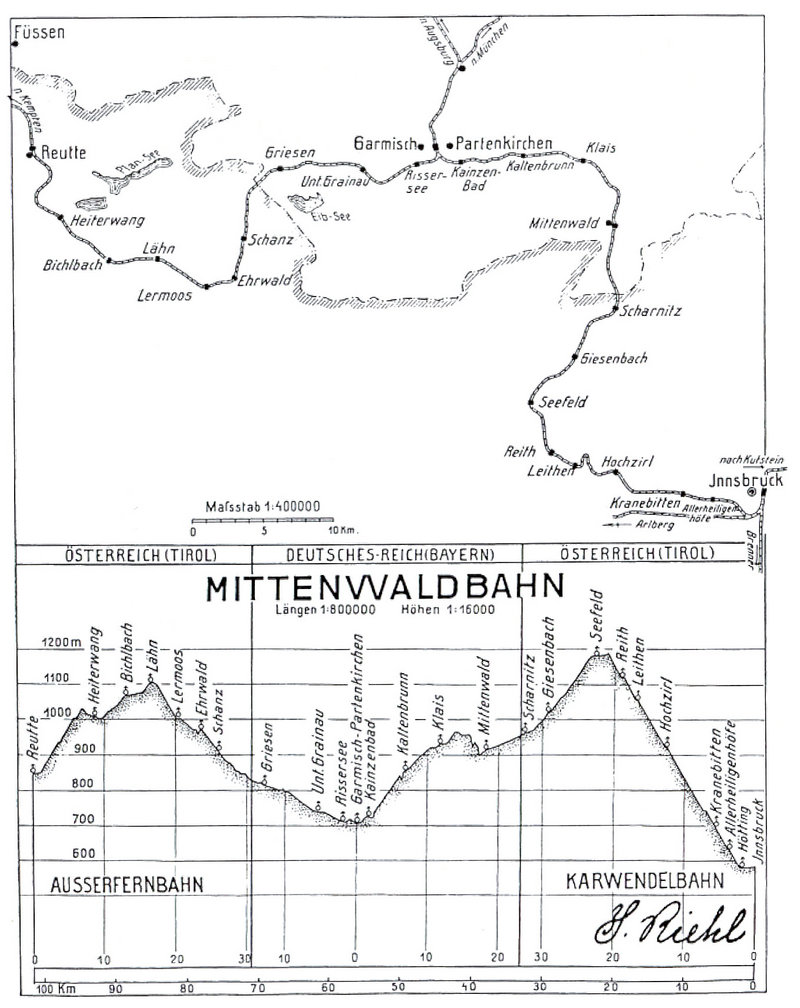
1913年当時のミッテンヴァルト鉄道路線図と高底図表

19世紀の後半、フェーン峠（Fernpass）を経由する、ケンプテン - インスブルック間の鉄道の建設計画が表面化した。しかし当時にただ一つのバイエルン地域鉄道が建設され、1895年12月1日ケンプテン - プフロイテン・リート間が開通された。1905年この路線はオーストリア国境線まで延長された。
アウサーファーン線のチロル内の経路について三つの案が論議された。建設案の経路はロイテ - エーアヴァルト - ガイスタール - ロイタシュウ、ロイテ - フェーン峠 - イムスト、ロイテ - エーアヴァルト - ガルミッシュだった。ガルミッシュはすでにミュンヘンと鉄道で連結されたので、ミュンヘン - インスブルック間の鉄道路線の接続が近くなった。ロイテ町の主導でヨーゼフ・リール（Joseph Riehl, 1842~1917）には、既存の地方鉄道をロイテまで延長する計画案が任せられた。1904年10月11日にロイテ - ショェンビヒル間地方鉄道の建設が許可された。同年11月22日にバイエルン王国とオーストリア＝ハンガリー帝国は条約を締結して、既存路線を国境線まで延長しインスブルック-ロイテ区間をガルミッシュの中間地点で建設する方案に合議した。1905年12月16日にプフロンテン - 国境線およびオーストリアの地方鉄道区間は開通されて、ロイテまでの列車運行が可能となった。
1910年7月1日にミッテンヴァルト鉄道株式会社が設立されてインスブルック-ロイテ区間のオーストリア部分の資金調達・建設・運営を担当することとなった。その頃、ガルミッシュ - ロイテ間は第二ミッテンヴァルト線と呼ばれた。ガルミッシュ - ロイテ間は1913年5月29日開通され、その区間に最初から電車線が設置された。
1933年夏にはアウサーファーン線の通行量は「1000マルク関税障壁」のため目立ったほどに減少して、ナチスドイツの経済制裁は1936年に解消された。
アウサーファーン線の基にフェーン峠を経由する鉄道路線或はフュッセン方向の連結線の建設が論議されたが、計画が実現されたこのは一度もなかった。2000年ガルミッシュ＝パルテンキルヒェン - グリーセン間の架空電車線が取り除かれた後、この路線の廃止が論議された。しかし2002年貨物列車の運行のために架空電車線が再び設置され、同年9月から運営されている。2003年チロル州はDBレギオに旅客列車の運行再開を要請した。その直後ディーゼル車両が運行されたが、今は電車が運行されている。
2011年からオーストリア区間は全般的に改修されている。約90個所の踏切は三分の一まで減少して、全ての停車場は改築された。フィルス駅は大規模で改修されたが、貨物列車用度で使われている。旅客列車は中心地と近いヴィルス市街駅で停車する。2016年12月オーストリア区間には新しい保安システムの設置が完了した。各駅では連動装置（Sicherungsanlage）、色灯式信号機、自動閉塞が完備されている。
2015年7月16日デゥーラッハ - プフロンテン＝シュタイナッハ区間で、路盤構造問題の原因で線路等級はC3からAに格下げされた。軸荷重を減らすためにロイテ方面の貨物列車が運行できなくなった。軽量ディーゼル動車の運行は影響されなかった。路盤の欠陥はその間に解決されて、2018年5月にはプフロンテン・リート駅にヴィデオ型旅客案内所が設置された。2019年11月にロイテとショェンビヒルの国境の間で電気設備が設置された。総予算は1430万ユーロで、チロル州は一千万ユーロを、バイエルン州は430万ユーロを分担した。チロル州の全区間に電車線が設置された後、2019年11月5日電気運転の試験が行われた。2020年8月にドイツ鉄道は国境からプフロンテン＝シュタイナッハまでの電化工事をドイツ連邦鉄道庁（Eisenbahn-Bundesamt）に申し込んだ。

## 運行形態

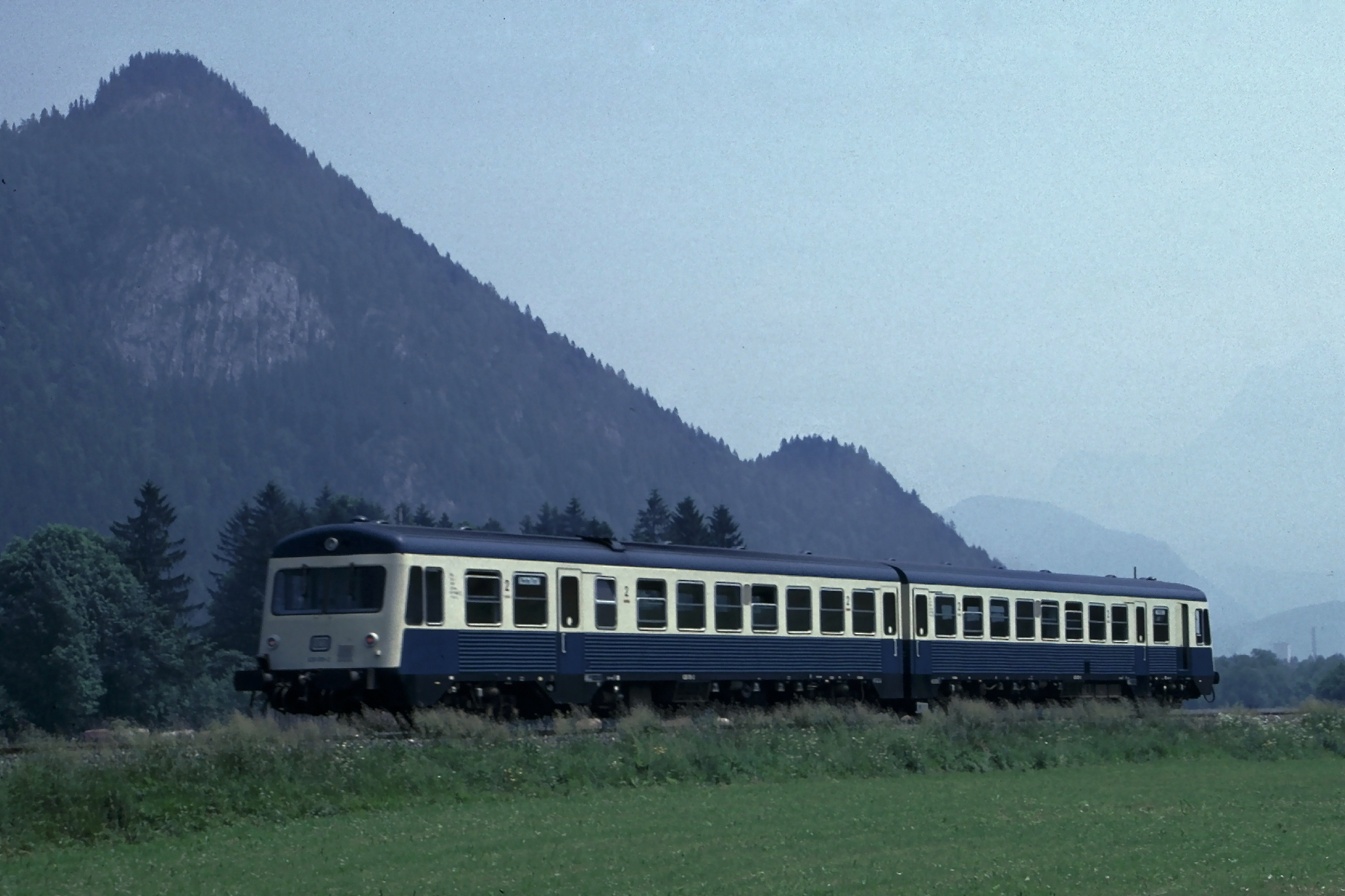
ショェンビヒル区間を走行する628.0形気動車（1987年）

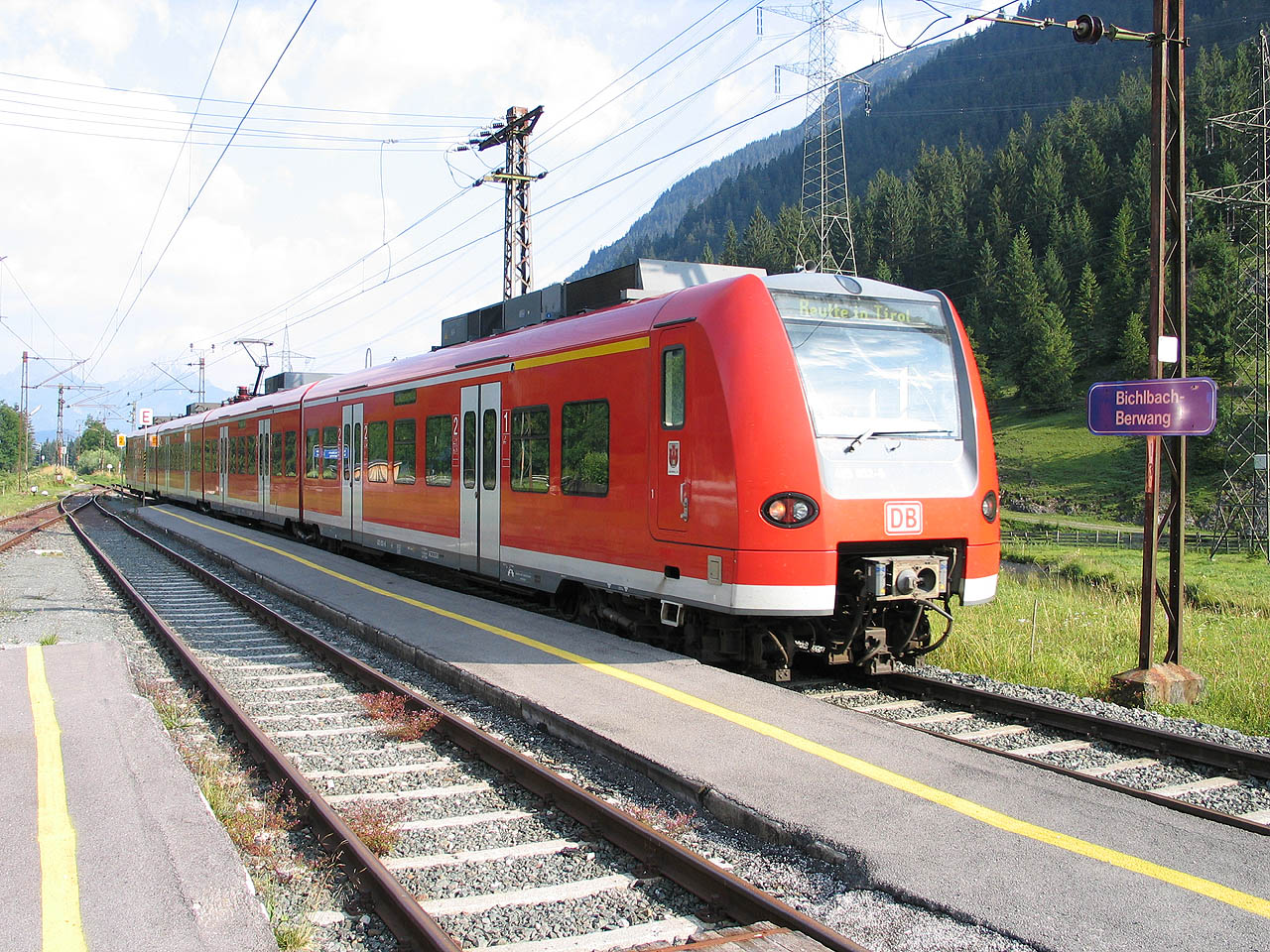
ビヒルバッハ＝ベルヴァング駅で停車する425形電車（2005年）

普通列車のみの運行。下記2つの系統に分かれる。エールヴァルト・ツークシュピッツ索道 - フィルス市街区間ではチロル運輸連合 (Verkehrsverbund Tirol, VVT) の料金システムが適用されている。
なお2021年度は、プフロンテン - フィルス間で運休しており、バス代行運行を行っていた。
- ケンプテン - プフロイテン・シュタイナハ間
1時間に1本の運行。使用車両はDB642形気動車。
2020年以前は、ロイッテまで2時間に1本直通していた。

- プフロイテン・シュタイナハ - ガルミシュ間
1時間に1本の運行が基本だが、ロイッテ以東は午前中2時間間隔が空く時間帯もある。ガーミシュで、オーストリア国鉄410号線の快速と接続する[14]。使用車両はDB442形電車。
2021年度に限り、プフロンテン - フィルス間で運休していた。また、2021年以前は2時間に1本の運行（時間帯により1-2時間間隔）の運行であった。

## 駅一覧
以下では、ドイツ国鉄965, 973号線の駅と営業キロ、停車列車、接続路線などを一覧表で示す。
- 種別
  - R：普通
- 停車駅
  - ■印：全列車停車
  - ●印：大部分停車、一部通過

| 路線名 | 駅名                                           | 駅間営業キロ | 累計営業キロ       | 累計営業キロ      | 累計営業キロ        | R  | 接続路線                                    | 所在地           | 所在地                           |
| ------ | ---------------------------------------------- | ------------ | ------------------ | ----------------- | ------------------- | -- | ------------------------------------------- | ---------------- | -------------------------------- |
| 973    | ケンプテン本駅                                 | -            | ケンプテンから 0.0 |                   |                     | ■  | 970号線、975号線                            | シュヴァーベン県 | ケンプテン市                     |
| 973    | ザンクト・マンク駅                             | 1.8          | 1.8                |                   |                     | ■  |                                             | シュヴァーベン県 | ケンプテン市                     |
| 973    | ドゥーラハ駅                                   | 2.1          | 3.9                |                   |                     | ■  |                                             | シュヴァーベン県 | 上アルガウ郡                     |
| 973    | ズルツベルク駅                                 | 3.0          | 6.9                |                   |                     | ■  |                                             | シュヴァーベン県 | 上アルガウ郡                     |
| 973    | ボーデルスベルク駅                             | 5.1          | 12.0               |                   |                     | ■  |                                             | シュヴァーベン県 | 上アルガウ郡                     |
| 973    | ツォルハウス・ペータースタル駅                 | 1.6          | 13.6               |                   |                     | ■  |                                             | シュヴァーベン県 | 上アルガウ郡                     |
| 973    | オイ・ミッテルベルク駅                         | 4.0          | 17.6               |                   |                     | ■  |                                             | シュヴァーベン県 | 上アルガウ郡                     |
| 973    | ヴェアタハ・ハスラハ駅                         | 2.2          | 19.8               |                   |                     | ■  |                                             | シュヴァーベン県 | 上アルガウ郡                     |
| 973    | マーリア・ライン駅                             | 1.8          | 21.6               |                   |                     | ■  |                                             | シュヴァーベン県 | 上アルガウ郡                     |
| 973    | ネッセルヴァンク駅                             | 2.3          | 23.9               |                   |                     | ■  |                                             | シュヴァーベン県 | 東アルガウ郡                     |
| 973    | プフロンテン・ヴァイスバッハ駅                 | 5.4          | 29.3               |                   |                     | ■  |                                             | シュヴァーベン県 | 東アルガウ郡                     |
| 973    | プフロンテン・リート駅                         | 1.4          | 30.7               |                   |                     | ■  |                                             | シュヴァーベン県 | 東アルガウ郡                     |
| 973    | プフロンテン・シュタイナハ駅                   | 2.3          | 33.0               |                   |                     | ■  |                                             | シュヴァーベン県 | 東アルガウ郡                     |
| 410    | シェーンビフル・イン・チロル駅（休止中 *1）    |              | (34.7)             |                   |                     | ｜ |                                             | チロル州         | ロイッテ郡                       |
| 410    | フィルス町駅 (*2)                              | 4.6          | 37.6               | ロイッテから 10.5 |                     | ■  |                                             | チロル州         | ロイッテ郡                       |
| 410    | ウルリヒスブリュッケ・フュッセン駅             | 3.0          | 40.6               | 8.0               |                     | ■  |                                             | チロル州         | ロイッテ郡                       |
| 410    | ムーザウ駅                                     | 1.2          | 41.8               | 6.8               |                     | ■  |                                             | チロル州         | ロイッテ郡                       |
| 410    | プフラハ駅                                     | 4.4          | 46.2               | 2.4               |                     | ■  |                                             | チロル州         | ロイッテ郡                       |
| 410    | ロイッテ・イン・チロル駅                       | 2.4          | 48.6               | 0.0               |                     | ■  |                                             | チロル州         | ロイッテ郡                       |
| 410    | ロイッテ・イン・チロル文教センター駅           | 0.5          | 49.1               | 0.5               |                     | ■  |                                             | チロル州         | ロイッテ郡                       |
| 410    | ハイターヴァンク・プランゼー駅                 | 8.3          | 57.4               | 8.8               |                     | ■  |                                             | チロル州         | ロイッテ郡                       |
| 410    | ビフルバッハ・アルムコプフ線駅                 | 2.8          | 60.2               | 11.6              |                     | ●  |                                             | チロル州         | ロイッテ郡                       |
| 410    | ビフルバッハ・ベアヴァンク駅                   | 1.5          | 61.7               | 13.1              |                     | ■  |                                             | チロル州         | ロイッテ郡                       |
| 410    | ラーン駅                                       | 3.3          | 65.0               | 16.4              |                     | ■  |                                             | チロル州         | ロイッテ郡                       |
| 410    | レアモース駅                                   | 4.0          | 69.0               | 20.4              |                     | ■  |                                             | チロル州         | ロイッテ郡                       |
| 410    | エーアヴァルト・ズクシュピッツ線駅             | 2.9          | 71.9               | 23.3              |                     | ■  |                                             | チロル州         | ロイッテ郡                       |
| 965    | グリーゼン駅                                   | 8.6          | 80.5               |                   | ガーミシュから 13.3 | ●  |                                             | 上バイエルン県   | ガーミシュ・パーテンキルヒェン郡 |
| 965    | ウンターグライナウ駅                           | 7.8          | 88.3               |                   | 5.5                 | ●  |                                             | 上バイエルン県   | ガーミシュ・パーテンキルヒェン郡 |
| 965    | ガーミシュ・パーテンキルヒェン・ハウスベルク駅 | 4.3          | 92.5               |                   | 1.2                 | ●  | 11031号線、ハウスベルク・ロープウェイ       | 上バイエルン県   | ガーミシュ・パーテンキルヒェン郡 |
| 965    | ガーミシュ・パーテンキルヒェン駅               | 1.2          | 93.7               |                   | 0.0                 | ■  | 960号線、11031号線、オーストリア国鉄410号線 | 上バイエルン県   | ガーミシュ・パーテンキルヒェン郡 |

(*1): 2016年12月休止。

(*2): 2016年以前は「フィルス・イン・チロル」駅で、現在地より0.5km東に位置していた。